# 靈界邊緣人
《靈界邊緣人》（英語：The Man, the Ghosts and the Aliens (II)）是香港亞洲電視拍攝製作的時裝奇幻劇集，由劉嘉豪監製，首播於1985年2月。主要演員有曾偉權、麥翠嫻、劉紅芳、徐寶鳳、尹天照、吳毅將等。本劇可被視為1984年劇集《天靈》的姊妹作，是亞洲電視在1980年代製作的一系列靈異類劇集之一。
曾偉權在劇中分飾二角，而麥翠嫻飾演的外星人亦以多種不同面目及身份出現，令她的造型多姿多彩。

## 演員表
- 曾偉權 飾 楊森/劉彪
- 麥翠嫻 飾 11號/Vincy/Winnie
- 黃秋生 飾 12號
- 劉紅芳 飾 李淑賢
- 徐寶鳳 飾 黃鳳
- 尹天照 飾 木 然
- 吳彩南 飾 鄭大衛
- 李嘉豪 飾 楊明
- 凌文海 飾 法外
- 湯錦堂 飾 泰國巫師
- 周美玲 飾 陳小燕
- 譚德成 飾 黑鬼李
- 伍永森 飾 黃壬天
- 鄭文霞 飾 彪母
- 江圖 飾 楊父
- 馮真 飾 楊母
- 梁舜燕 飾 賢母
- 韋烈 飾 沈公子
- 凌腓力 飾 阿查
- 司馬華龍 飾 林伯

## 軼事
- 1985年1月18日在陳果齊居士館址內舉行開鏡拜神儀式。
- 本劇是少數由吳偉榮擔任編審的劇集。

## 重播
- 2022年6月起，亞視將本劇上載至旗下官方YouTube頻道內，並可免費觀賞。[2]

## 外部連結
- 影史庫-靈界邊緣人